# Xosé Cid Cabido
Xosé Cid Cabido, (Junquera de Ambía, 29 de diciembre de 1959) es un escritor gallego. 

## Trayectoria
Fue militante de ERGA y de la AN-PG y uno de los fundadores de la organización asamblearia Galicia Ceive-OLN. Perteneció a la organización armada de la izquierda independentista gallega Loita Armada Revolucionaria y fue preso en septiembre de 1980. Posteriormente fue indultado en 1983 tras una petición al gobierno del PSOE.
Cursó estudios de Economía y de Filología Hispánica en la USC, y se licenció en Filología Gallega. Fue miembro de la redacción de la revista Espiral a comienzos de los años ochenta y colaborador de A Nosa Terra en los años noventa, trabajó como redactor y guionista ocasional de programas de la TVG como Sitio Distinto (1990-1991), además de en Edicións Xerais, como director de la colección Ferros. El 31 de mayo de 2014 fue elegido en listas abiertas como el portavoz de Anova - Irmandade Nacionalista en Vigo.
En 2018 se haría profesor de ESO.

## Premios
Premio Café de Catro a Catro, Premio Cidade de Lugo, Premio Blanco Amor en 1994 y 1999. En 2018 ganó el Certamen de Narración Curta Ánxel Fole con la obra Tres pintores.

## Obras

### Narrativa
- O intercepto, 1986, Xerais (relatos)
- Foumán, 1987, Xerais (novela ganadora del premio Café de Catro a Catro)
- O camiño de Middelharnis, 1988, Xerais (prosa fragmentaria)
- Días contados, 1991, Xerais (relatos, ganador premio Cidade de Lugo)
- Panificadora, 1994, Xerais (novela, Premio Blanco Amor)
- Oralmente pola boca, 1997, Xerais (relatos)
- Grupo abeliano, 1999, Xerais (novela, Premio Blanco Amor). Fue traducida al castellano.[4]
- Fálame sempre, 2003, Xerais (relatos)
- Blúmsdei, 2006, Xerais (novela)
- Unha historia que non vou contar, 2009 (novela)
- Tres pintores (2018), Xerais.[5]

### Teatro
- Copenhague, 1993, Xerais (teatro, coautor junto con Andrés A. Vila, Premio Álvaro Cunqueiro, 1992)

### Obras colectivas
- Sede Central. Relatos 2, 1990, Clube Cultural Adiante.
- Materia prima, 1992, Xerais.
- Luís Seoane, 1910-1979. Unha fotobiografía, 1994, Xerais.
- From the beginning of the sea (De donde comienza el mar), 2008, Foreign Demand.
- A semente da nación soñada. Homenaxe a X. L. Méndez Ferrín, 2009 Sotelo Blanco Edicións.
- Antón Reixa. Ghicho distinto, con Manuel Xestoso, 2012, Xerais.